# Японские выпи
Японские выпи (лат. Gorsachius) — род околоводных птиц из семейства цаплевых.

## Описание
Это скрытные ночные птицы. Обычно встречаются вблизи пресных водоемов в лесах.

## Ареал
Три вида распространены в Восточной, Южной и Юго-Восточной Азии, а один вид встречается в Африке к югу от Сахары.

## Образ жизни
Гнездятся в одиночку или небольшими группами, в гнезде 2—5 яиц. Хотя в целом они ведут ночной или сумеречный образ жизни, но могут питаться в течение дня в пасмурные погоду. Кормятся крабами, ракообразными, рыбой, насекомыми, лягушками и другими мелкими животными.

## Классификация
Международный союз орнитологов включает в род 2 вида:
- Gorsachius goisagi (Temminck, 1836) — Японская кваква, или японская выпь
- Gorsachius melanolophus (Raffles, 1822) — Тигровая выпь